# 甲斐中辰夫

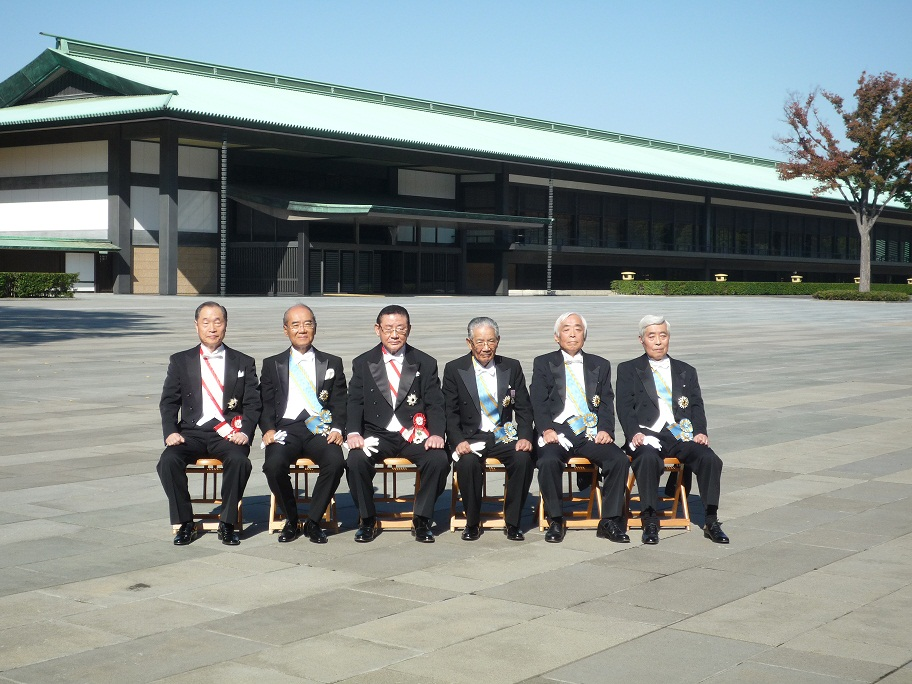
2012年11月8日、大綬章の親授式後の記念写真にて（左端）

甲斐中 辰夫（かいなか たつお、1940年1月2日 - ）は、検察官出身の元最高裁判所判事（2002年10月7日 - 2010年1月1日）。元東京高等検察庁検事長、元次長検事。弁護士。兵庫県豊岡市出身。

## 略歴
- 1958年 兵庫県立豊岡高等学校卒業[2]
- 1962年 中央大学法学部法律学科卒業[2]
- 1964年 司法修習生
- 1966年 検事任官
- 1982年 内閣調査官
- 1985年 東京地方検察庁検事
- 1987年 法務大臣官房営繕課長
- 1990年 千葉地方検察庁次席検事
- 1992年 最高検察庁検事
- 1993年 金沢地方検察庁検事正
- 1994年 東京地方検察庁次席検事
- 1996年 東京高等検察庁次席検事
- 1998年 横浜地方検察庁検事正
- 同年 最高検察庁刑事部長
- 1999年 東京地方検察庁検事正
- 2000年 高松高等検察庁検事長
- 2001年 次長検事
- 2002年 東京高等検察庁検事長[2]
- 2002年10月7日 最高裁判所判事[2]
- 2010年1月1日 定年退官
- 2010年3月 東京弁護士会弁護士登録[2]
- 2010年4月 卓照綜合法律事務所入所[2]
- 2011年1月 生命保険契約者保護機構理事長[2]
- 2011年 オリンパスの損失隠し問題、第三者委員会委員長[2]
- 2012年2月 日本航空株式会社社外取締役[2]
- 2012年 株式会社オリエンタルランド社外監査役[2]
- 2012年11月3日 秋の叙勲にて旭日大綬章[2]
- 2013年11月 株式会社みずほ銀行社外取締役[2]
- 2014年6月 株式会社みずほフィナンシャルグループ社外取締役[2]
- 2015年5月 日本年金機構不正アクセス事案検証委員会委員長[2]
- 2021年3月 みずほフィナンシャルグループシステム障害対応検証委員会委員長[3]

## 大法廷判決に対する対応
- 平成17年9月11日において行われた衆議院総選挙の小選挙区の区割規定が憲法14条1項等に反していたか。多数意見（合憲）
- 衆議院議員小選挙区選出議員選挙について候補者届出政党所属候補者と無所属候補者に対する選挙運動の差異を設けることは憲法14条1項等に反するか。多数意見（合憲）
- 国籍法3条1項が憲法14条に反するか。反対意見（違憲状態だが原告らの請求を棄却すべき）

## みずほフィナンシャルグループ社外取締役システム障害対応検証委員会委員長への議決権行使助言会社の反対推奨に対する対応
- 2022年6月2日、みずほフィナンシャルグループは米国議決権行使助言会社2社による同氏の取締役候補者について反対推奨する旨のレポートに対する見解をインベスター・リレーションズした[4]。
- 2022年6月21日、みずほフィナンシャルグループ第20回定時株主総会において、株主からシステム障害を巡る社外取締役の責任を追及する質問があったのに対し、社外取締役で指名委員長を務める同氏は「今のみずほは監督官庁からの観察期間中で、仕事を投げ出すわけにはいかない。再発防止に尽力したい」など[5]と回答した[6]。同氏のその留任釈明は金融庁を再びいら立たせた[7]。

## 親族
- 父：甲斐中文治郎 - 衆議院議員